# İlkay Gündoğan

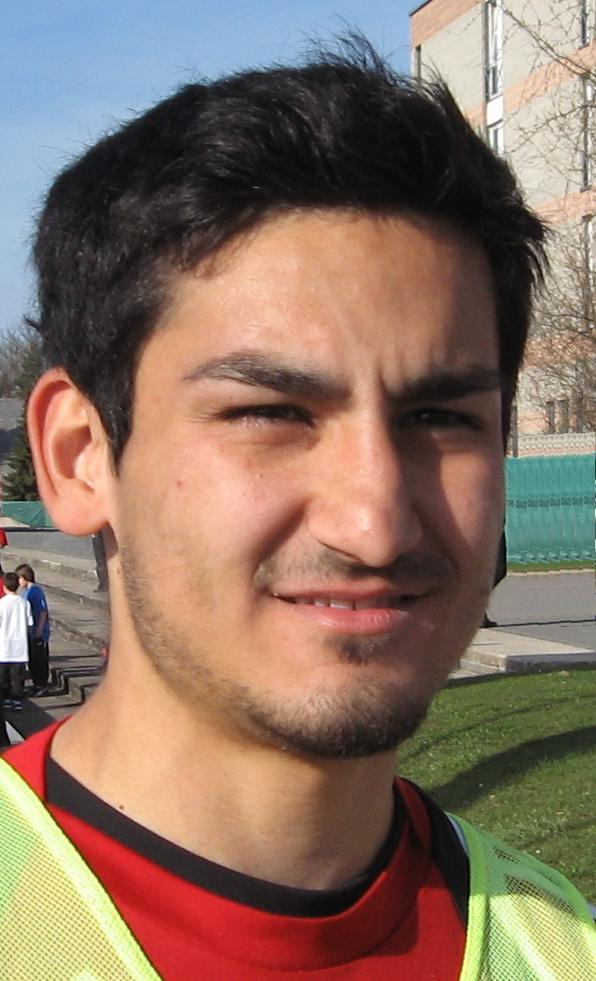
Gündoğan in 2010 in een trainingshesje van FC Nürnberg

İlkay Gündoğan (Gelsenkirchen, 24 oktober 1990) is een Duits voetballer die doorgaans als middenvelder speelt voor Manchester City. Hij kwam in augustus 2024 transfervrij over van FC Barcelona. Gündoğan debuteerde in 2012 in het Duits voetbalelftal.

## Clubcarrière
Gündoğan speelde tot zijn achttiende in de jeugdelftallen van diverse clubs, waaronder FC Schalke 04 en VfL Bochum. Op vijftienjarige leeftijd kwam hij bij Bochum terecht, waar hij vier jaar lang speelde. Tot 2009 speelde Gündoğan in het elftal onder 19; ook kwam hij in december 2008 tweemaal in actie in het tweede elftal van Bochum (VfL Bochum II), dat speelde in de Regionalliga West. Gündoğans periode bij Bochum –19 was de meeste doelpuntrijke uit zijn hele (semi-)professionele voetbalcarrière: in 39 wedstrijden in de A-Jugend Bundesliga maakte hij 26 doelpunten. In een wedstrijd op 28 augustus 2008 tegen het jeugdelftal van Rot-Weiss Essen maakte hij een hattrick. In het voorjaar van 2009 maakte Gündoğans op negentienjarige leeftijd de stap naar het betaald voetbal.

### 1. FC Nürnberg
In februari 2009 tekende Gündoğan een contract bij 1. FC Nürnberg voor twee seizoenen. Hij kreeg rugnummer 22 toebedeeld. In Nürnberg kwam hij direct bij de A-selectie terecht, maar Gündoğan moest wachten op de laatste competitiewedstrijd van het seizoen voor zijn debuut in het betaald voetbal. In het thuisduel tegen TSV 1860 München (2–1 overwinning) in de 2. Bundesliga op 24 mei 2009 verving hij na een uur spelen de Argentijn Javier Pinola, die werd gespaard voor de play-offs om promotie en degradatie. Met Nürnberg promoveerde Gündoğan aan het einde van het seizoen naar de Bundesliga, door in de play-off Energie Cottbus te verslaan. Gelijktijdig met de promotie kreeg Gündoğan ook een plaats in het basiselftal van Nürnberg. Op 8 augustus 2009 speelde hij zijn eerste wedstrijd op het hoogste niveau van Duitsland: een thuiswedstrijd tegen FC Schalke 04, die met 1–2 werd verloren. Hij startte in het basiselftal en werd na 55 minuten vervangen door Mike Frantz. Een week eerder had Gündoğan zijn club naar de tweede ronde van de DFB-Pokal geschoten, met een doelpunt en een assist in de wedstrijd tegen Dynamo Dresden (0–3). In de volgende ronde in september 2009 zou Nürnberg door TSG 1899 Hoffenheim worden uitgeschakeld. Gündoğan kreeg in zijn eerste weken bij de A-selectie diverse malen een basisplaats. In oktober en november 2009 was hij uitgeschakeld met een bovenbeenblessure; op 5 december keerde Gündoğan terug in het elftal van Nürnberg, dat op dat moment op de vijftiende plaats in het klassement stond. In de tweede seizoenshelft, die begon op 17 januari 2010, was hij een vaste waarde in het basiselftal en speelde hij meestal de volledige negentig minuten. Op 20 februari 2010 maakte Gündoğan zijn eerste doelpunt op het hoogste competitieniveau in het thuisduel tegen Bayern München (1–1), dat op dat moment op de tweede plaats in de Bundesliga stond en uiteindelijk in mei 2010 de landstitel zou winnen. Aan het begin van de tweede helft maakte Gündoğan de gelijkmaker, nadat Thomas Müller Bayern op voorsprong had gezet.
In het seizoen 2010/11, Gündoğans laatste seizoen in Nürnberg, was hij een vaste waarde in het elftal van FC Nürnberg. Gündoğan speelde in vijfentwintig competitiewedstrijden (21 basisplaatsen), en miste negen wedstrijden door ziekte of blessures. In oktober 2010 maakte hij in drie wedstrijden op rij vier doelpunten, tegenover één doelpunt in het hele vorige seizoen. Op 23 oktober 2010 maakte hij een doelpunt in de thuiswedstrijd tegen VfL Wolfsburg; ook gaf Gündoğans de assist op het winnende doelpunt van Mike Frantz. Een week later maakte hij twee doelpunten in de met 2–3 gewonnen uitwedstrijd tegen Werder Bremen. Weer een week later schoot Gündoğan zijn club bij een 1–1 tussenstand naar een 2–1 voorsprong op 1. FC Köln (eindstand 3–1), met Franz nu als aangever. Hij speelde op 7 mei 2011 zijn laatste wedstrijd in dienst van Nürnberg, een wedstrijd in de Bundesliga die werd verloren van Hoffenheim. Gündoğan had bij Nürnberg nog een contract tot juni 2012. In totaal speelde hij in tweeënhalf jaar 53 officiële wedstrijden bij de club, waarin hij acht doelpunten maakte en zes assists gaf.

### Borussia Dortmund
Reeds twee dagen voor zijn laatste wedstrijd bij Nürnberg had Gündoğan een akkoord bereikt met Borussia Dortmund, dat in het seizoen 2010/11 de landstitel won. Hij tekende een contract voor vier seizoenen; de transferbedrag bedroeg circa vier miljoen euro. Trainer Jürgen Klopp haalde Gündoğan als opvolger van Nuri Şahin, die na het seizoen 2010/11 vertrok naar Real Madrid. Klopp bekritiseerde Gündoğan al voor het begin van het nieuwe seizoen – hij zou te veel wegen – maar stelde hem wel op in het basiselftal voor de wedstrijd om de DFL-Supercup 2011 tegen Schalke 04 op 23 juli. Hij deelde de centrale verdediging met aanvoerder Sebastian Kehl. Dortmund verloor na strafschoppen; Gündoğan benutte de eerste strafschop, maar zag ploeggenoten Kevin Großkreutz en Ivan Perišić misschieten. Op 5 augustus 2011 maakte hij zijn competitiedebuut voor Dortmund in de thuiswedstrijd tegen Hamburger SV, die met 3–1 werd gewonnen. Gündoğan was direct een vaste waarde in het basiselftal en kreeg wekelijks een basisplaats in de Bundesliga van Klopp. Borussia Dortmund keerde in zijn eerste seizoen bij de club na negen jaar afwezigheid weer terug in de UEFA Champions League. Gündoğan verkeerde niet in goede vorm in zijn eerste wedstrijden bij Dortmund, en werd door Klopp uit het basiselftal gehaald. Hij kwam niet in de eerste groepswedstrijden in de Champions League in actie. Zijn Champions League-debuut volgde uiteindelijk in het derde groepsduel, uit tegen Olympiakos op 19 oktober 2011. Hij begon aan de wedstrijd en werd na een uur vervangen door Moritz Leitner. Dortmund verloor met 3–1; Gündoğan kwam in de groepsfase nog eenmaal in actie (in december, tegen Olympique Marseille). Dortmund won maar één wedstrijd en plaatste zich niet voor de knock-outfase. Gündoğan kreeg zijn basisplaats nog niet terug: in november 2011 kwam hij in geen enkele wedstrijd in actie. Voor twee wedstrijden, één in het bekertoernooi en één in de competitie, werd hij ook buiten de wedstrijdselectie gelaten.
Gündoğan herstelde zich in december 2011, toen hij driemaal op rij een basisplaats kreeg. Borussia Dortmund had in de week voor zijn rentree de eerste plaats in de competitie bereikt, maar zakte naar plaats twee toen twee van de drie duels eindigden in een gelijkspel. In het derde duel op 17 december 2011, dat met 1–4 werd gewonnen van SC Freiburg, maakte Gündoğan zijn eerste doelpunt in dienst van zijn nieuwe club. Enkele minuten voor rust schoot hij Dortmund naar een 1–2 voorsprong. De Pool Robert Lewandowski maakte twee van de vier overige doelpunten en bereidde ook een doelpunt voor. In de laatste negen competitiewedstrijden van het seizoen kreeg hij continu een basisplaats en maakte hij nog twee doelpunten (plus drie assists). Met Dortmund won Gündoğan in mei 2012 het landskampioenschap, na een afsluitende 4–0 zege op Freiburg. In de DFB-Pokal 2011/12 schoot hij op 20 maart 2012 Dortmund naar de bekerfinale door in de laatste minuut van de verlenging het enige doelpunt te maken, ten koste van tweedeklasser SpVgg Greuther Fürth. Op 12 mei werd Bayern München in de eindstrijd met 5–2 verslagen, onder meer na een hattrick van Lewandowski, waardoor Gündoğan in zijn eerste seizoen bij Borussia Dortmund beide nationale titels won.
In het seizoen 2012/13 kwam Gündoğan in eenzelfde aantal competitiewedstrijden in actie als in zijn eerste jaargang in Dortmund (28) en maakte hij evenveel doelpunten (3). Hij miste dus opnieuw meerdere duels gedurende het seizoen, nu niet door de trainer, maar door meerdere blessures. In de Bundesliga bereikte Borussia Dortmund de tweede plaats, achter Bayern München. In de UEFA Champions League 2012/13 speelde Gündoğan alle twaalf wedstrijden, waaronder de zes groepsduels, waarvan geen werd verloren. In de van Bayern verloren finale op 25 mei 2013 benutte hij een strafschop in de 68ste minuut, waardoor Dortmund op gelijke hoogte kwam na een doelpunt van Bayern München-speler Thomas Müller, enkele minuten eerder. Door een doelpunt in de laatste minuut van Arjen Robben werd de eindstrijd met 1–2 verloren. Gündoğan werd geprezen om zijn spel als strateeg en controleur in het elftal van Dortmund, onder anderen door trainer Klopp – zijn eerdere criticus – die stelde dat het tactisch inzicht van Gündoğan hem tot een bijzondere speler maakte. Der Kicker, het voetbalblad van Duitsland, noemde hem na afloop van de jaargang 2012/13 een middenvelder van wereldklasse. Ook noemde het blad hem de opvolger van Bastian Schweinsteiger, die op dat moment actief was bij landskampioen Bayern München. Gündoğan besloot na afloop van het seizoen bij Dortmund te blijven en niet te vertrekken naar een andere club. Ook hoopte hij hiermee een plaats in de selectie van Duitsland voor het wereldkampioenschap voetbal 2014 te verdienen. Met Dortmund begon hij het seizoen 2013/14 met de DFL-Supercup 2013, tegen Bayern, de club die Dortmund in het voorgaande seizoen versloeg in het nationale bekertoernooi, de nationale competitie en de Champions League. In de 57ste minuut schoot Gündoğan zijn club naar een 3–1 voorsprong; hij verliet het veld enkele minuten voor tijd, met de Griek Sokratis Papastathopoulos als vervanger, toen de eindstand al op 4–2 was bepaald. Gündoğan speelde na de Supercup nog maar één wedstrijd voor Dortmund in de jaargang 2013/14. Na de competitiewedstrijd tegen Augsburg op 10 augustus 2013 bleek zijn onderrug overbelast, waardoor hij meerdere weken was uitgeschakeld. In november 2013 bleek hij in de rest van het kalenderjaar niet meer in actie te kunnen komen, maar Gündoğan stelde in het nieuwe jaar weer fit te zijn en het WK niet te zullen missen. Dat bleek uiteindelijk onhaalbaar: pas enkele weken in het nieuwe seizoen speelde hij weer zijn eerste officiële duel voor Dortmund. In oktober 2014 was Gündoğan weer wedstrijdfit; een met 2–1 van FC Köln verloren uitwedstrijd was zijn eerste duel. Trainer Klopp gaf hem direct een plaats in het basiselftal, ook in de daaropvolgende wedstrijden.
Gündoğan was met Dortmund niet succesvol in de Bundesliga 2014/15: pas in maart 2015 kwam de club in de top 10 van het klassement. Hij speelde in 23 competitieduels, waarin hij drie doelpunten maakte en vier assists gaf. Gündoğan speelde ook weer mee in de Champions League, waarin Borussia Dortmund de achtste finale bereikte. Hij speelde beide duels in de achtste finale volledig mee, die met 5–1 werd gewonnen door Juventus FC. De 33ste en laatste wedstrijd die Gündoğan gedurende de jaargang 2014/15 speelde, was de bekerfinale tegen VfL Wolfsburg op 30 mei 2015. Wolfsburg versloeg Dortmund met 1–3. Enkele dagen eerder had Gündoğan zijn contract verlengd tot en met het seizoen 2016/17.

### Manchester City
Gündoğan tekende in juni 2016 een contract tot medio 2020 bij Manchester City, nadat de club ongeveer €26 miljoen aan Borussia Dortmund had betaald voor zijn transfer. Hij was de eerste aankoop van de toen net aangestelde manager Pep Guardiola, die begon aan het destijds nieuwe City-project. In het seizoen 2017/18 werd Gündoğan met Manchester City kampioen in de Premier League en won hij ook de League Cup. In het seizoen 2022/2023 behaalde hij met City het landskampioenschap en won hij ook de FA Cup, waarbij hij beide doelpunten voor zijn rekening nam. Het eerste doelpunt, na twaalf seconden, was het snelste doelpunt ooit in de geschiedenis van de FA Cup. Sinds augustus 2022 fungeerde hij als aanvoerder van het team en nam hij de beker in ontvangst. In juni 2023 kondigde hij zijn vertrek aan bij Manchester City, nadat hij de treble had gewonnen in het seizoen 2022/2023. Hij veroverde de Premier League, de FA Cup en uiteindelijk ook de Champions League. Op 26 juni 2023 maakte Manchester City bekend dat Gündoğan de club na 7 jaar verlaat.

### FC Barcelona
Op 27 juni 2023 maakte FC Barcelona de komst van Gündoğan bekend. Hij kwam transfervrij over en tekende een contract tot medio 2025. Gündoğan scoorde zijn eerste doelpunt voor FC Barcelona op 28 oktober 2023 in de El Clásico in de Primera División tegen Real Madrid, die met 1-2 verloren werd. Gündoğan speelde 51 wedstrijden dat seizoen, de meeste van alle spelers in de selecties. Daarin kwam hij tot vijf goals en veertien assists. In de zomer van 2024 kwam Dani Olmo voor miljoenen over van RB Leipzig en om die kosten te kunnen dekken mocht Gündoğan vanwege zijn riante salaris transfervrij vertrekken.

### Manchester City
Op 23 augustus 2024 werd bekend dat Gündoğan na een jaar weer terugkeerde bij Manchester City, waar hij voor één jaar tekende en zijn oude rugnummer 19 weer overnam. 

## Clubstatistieken
| Seizoen | Club              | Competitie       | Competitie | Competitie | Competitie | Beker | Beker | Beker | Internationaal | Internationaal | Internationaal | Totaal | Totaal | Totaal |
| Seizoen | Club              | Competitie       | Wed.       | Dlp.       | Ass.       | Wed.  | Dlp.  | Ass.  | Wed.           | Dlp.           | Ass.           | Wed.   | Dlp.   | Ass.   |
| ------- | ----------------- | ---------------- | ---------- | ---------- | ---------- | ----- | ----- | ----- | -------------- | -------------- | -------------- | ------ | ------ | ------ |
| 2008/09 | Schalke 04 II     | RL West          | 2          | 1          | 0          | —     | —     | —     | —              | —              | —              | 2      | 1      | 0      |
| 2008/09 | 1. FC Nürnberg    | 2.Bundesliga     | 1          | 0          | 0          | 0     | 0     | 0     | —              | —              | —              | 1      | 0      | 0      |
| 2009/10 | 1. FC Nürnberg    | Bundesliga       | 24         | 2          | 2          | 2     | 1     | 1     | —              | —              | —              | 26     | 3      | 3      |
| 2010/11 | 1. FC Nürnberg    | Bundesliga       | 25         | 5          | 2          | 1     | 0     | 0     | —              | —              | —              | 26     | 5      | 2      |
| 2011/12 | Borussia Dortmund | Bundesliga       | 28         | 3          | 3          | 6     | 1     | 1     | 2              | 0              | 0              | 34     | 4      | 4      |
| 2012/13 | Borussia Dortmund | Bundesliga       | 28         | 3          | 3          | 5     | 0     | 0     | 12             | 1              | 1              | 33     | 3      | 3      |
| 2013/14 | Borussia Dortmund | Bundesliga       | 1          | 0          | 0          | 2     | 1     | 0     | —              | —              | —              | 3      | 1      | 0      |
| 2014/15 | Borussia Dortmund | Bundesliga       | 23         | 3          | 4          | 4     | 0     | 0     | 6              | 0              | 1              | 27     | 3      | 4      |
| 2015/16 | Borussia Dortmund | Bundesliga       | 25         | 1          | 3          | 5     | 1     | 1     | 10             | 1              | 3              | 30     | 2      | 4      |
| 2016/17 | Manchester City   | Premier League   | 10         | 3          | 1          | 0     | 0     | 0     | 6              | 2              | 1              | 16     | 5      | 2      |
| 2017/18 | Manchester City   | Premier League   | 30         | 4          | 1          | 9     | 0     | 4     | 9              | 2              | 2              | 48     | 6      | 7      |
| 2018/19 | Manchester City   | Premier League   | 31         | 6          | 3          | 11    | 0     | 4     | 8              | 0              | 1              | 50     | 6      | 8      |
| 2019/20 | Manchester City   | Premier League   | 31         | 2          | 1          | 10    | 1     | 2     | 9              | 2              | 2              | 50     | 5      | 5      |
| 2020/21 | Manchester City   | Premier League   | 28         | 13         | 3          | 6     | 1     | 1     | 12             | 3              | 1              | 46     | 17     | 5      |
| 2021/22 | Manchester City   | Premier League   | 27         | 8          | 3          | 6     | 2     | 1     | 10             | 0              | 2              | 43     | 10     | 6      |
| 2022/23 | Manchester City   | Premier League   | 31         | 8          | 5          | 7     | 2     | 0     | 13             | 1              | 2              | 51     | 11     | 7      |
| 2023/24 | FC Barcelona      | Primera División | 36         | 5          | 9          | 5     | 0     | 1     | 10             | 0              | 4              | 51     | 5      | 14     |
| 2024/25 | Manchester City   | Premier League   | 33         | 1          | 7          | 7     | 0     | 0     | 14             | 4              | 1              | 54     | 5      | 8      |
| TOTAAL  | TOTAAL            | TOTAAL           | 414        | 68         | 50         | 79    | 10    | 16    | 121            | 16             | 21             | 591    | 92     | 82     |

Bijgewerkt tot en met het seizoen 2024/25.

## Interlandcarrière
Gündoğan speelde vanaf achttienjarige leeftijd in alle jeugdelftallen van Duitsland, beginnend met Duitsland –18 en eindigend met Duitsland –21. Zijn debuut in het laatstgenoemde elftal maakte hij op 11 oktober 2010 in een vriendschappelijke interland tegen Oekraïne. Duitsland won met 2–1, na twee doelpunten van André Schürrle. In totaal speelde Gündoğan in acht interlands van het Duits elftal onder 21, waarvan vijf in het kwalificatietoernooi voor het Europees kampioenschap onder 21 in 2013. In die vijf kwalificatieduels maakte Gündoğan één doelpunt (tegen Cyprus) en gaf hij in vier van de vijf wedstrijden een assist. De interland tegen Griekenland (1–0 winst) op 29 februari 2012 was zijn laatste wedstrijd in een Duits vertegenwoordigend jeugdelftal.

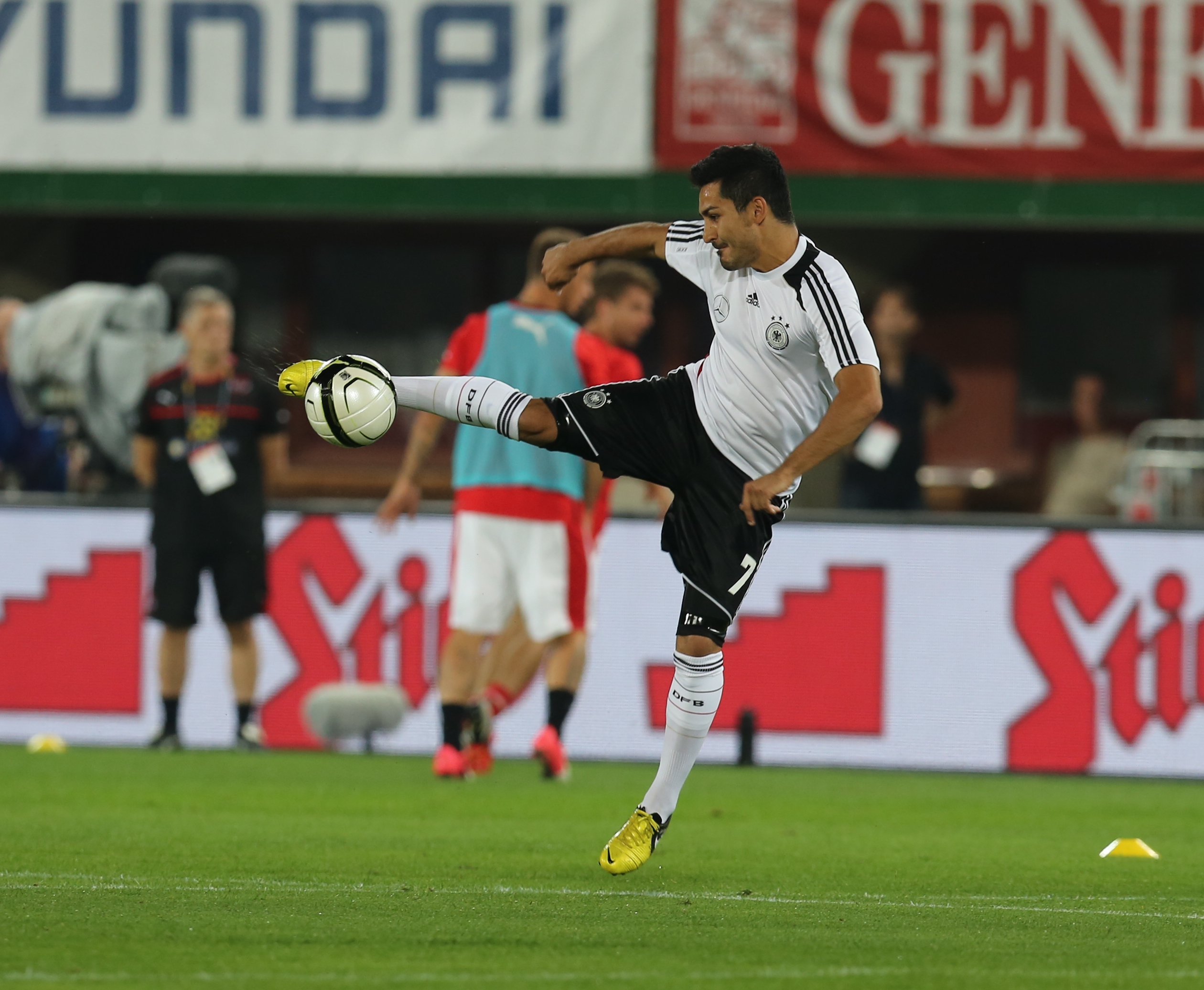
Gündoğan voorafgaand aan een WK-kwalificatiewedstrijd tegen Oostenrijk, september 2012

Drie maanden na zijn transfer naar Borussia Dortmund werd İlkay Gündoğan door bondscoach Joachim Löw op 4 augustus 2011 voor het eerst opgenomen in de selectie van het Duits voetbalelftal voor een vriendschappelijke wedstrijd tegen Brazilië. Gündoğan kwam niet in actie in de wedstrijd, die met 3–2 werd gewonnen. Löw riep hem op 8 oktober opnieuw op, nu voor de laatste EK-kwalificatiewedstrijd tegen België. Drie dagen later maakte Gündoğan zijn debuut voor Duitsland: zes minuten voor tijd verving hij aanvoerder Philipp Lahm. Duitsland versloeg België met 3–1 en plaatste zich zo ongeslagen voor het eindtoernooi in 2012. Op 26 mei 2012 speelde Gündoğan zijn tweede interland, een met 5–3 verloren oefeninterland tegen Zwitserland. Twee dagen later werd hij opgenomen in de definitieve, 23-koppige selectie van Duitsland voor het EK in Polen en Oekraïne. Zijn ploeggenoten bij Dortmund, Marcel Schmelzer, Mats Hummels en Mario Götze behoorden ook tot de selectie. Gündoğan zelf was met zijn twee gespeelde interlands bij aanvang van het toernooi niet de minst ervaren interlandspeler: Ron-Robert Zieler (Hannover 96) speelde tot op dat moment één interland. Op het toernooi kwamen er geen interlands bij voor Gündoğan: in de groepsfase en tijdens de kwartfinale tegen Griekenland zat hij op de reservebank en een dag na de wedstrijd tegen de Grieken liep hij tijdens een training een enkelblessure op, waardoor hij de rest van het toernooi miste. In augustus 2012 keerde hij terug in het nationaal elftal voor een oefeninterland tegen Argentinië en in november 2012 kreeg hij zijn eerste plaats in het basiselftal, in een oefenduel tegen Nederland (0–0). Gündoğan speelde met Duitsland in maart 2013 mee in twee wedstrijden tegen Kazachstan in het kwalificatietoernooi voor het wereldkampioenschap voetbal 2014. In het tweede duel, dat met 4–1 werd gewonnen, maakte hij zijn eerste interlanddoelpunt: in de 31ste minuut maakte hij de 3–0, nadat ploeggenoten bij Dortmund Marco Reus en Mario Götze reeds trefzeker waren.
Gündoğan begon op 14 augustus 2013 aan een vriendschappelijke interland tegen Paraguay en was na 18 minuten bij een 0–2 achterstand trefzeker. Bijna tien minuten later verliet hij het veld met een rugblessure, die hem de rest van het seizoen van spelen zou weerhouden en hem ook het wereldkampioenschap in Brazilië zou kosten, waar Duitsland de wereldtitel zou winnen. Ruim anderhalf jaar later, op 25 maart 2015, maakte Gündoğan zijn rentree in het Duits elftal in een vriendschappelijk duel tegen Australië. Het duel eindigde in een 2–2 gelijkspel; Gündoğan speelde de volledige negentig minuten. Vanaf juni 2015 was hij een basisspeler in het nationaal elftal en speelde hij mee in alle resterende kwalificatiewedstrijden voor het Europees kampioenschap voetbal 2016. Hij maakte een doelpunt in de kwalificatiewedstrijden tegen Gibraltar (0–7 winst) op 13 juni 2015 en Schotland (2–3 winst) op 7 september 2015. Op 11 oktober 2015 kwalificeerde Duitsland zich met een overwinning op Georgië (2–1) voor het EK 2016; het was Gündoğans vijftiende interland.
Gündoğan maakte tevens deel uit van de Duitse selectie, die de titel verdedigde bij het WK voetbal 2018 in Rusland. Daar trad hij aan voor de tweede groepswedstrijd tegen Zweden (2-1) op zaterdag 23 juni, toen hij 31 minuten Sebastian Rudy verving. Uiteindelijk werd Die Mannschaft voortijdig uitgeschakeld in de groepsfase, voor het eerst sinds het wereldkampioenschap 1938, na nederlagen tegen Mexico (0–1) en Zuid-Korea (0–2). In groep F werd alleen van Zweden (2–1) gewonnen, al kwam die zege pas tot stand in de blessuretijd.
In de nasleep van de WK-uitschakeling brak in Duitsland een politieke zondebokdiscussie los, met Gündoğan als mikpunt, nadat hij samen met collega Mesut Özil in de aanloop van het toernooi op de foto was gegaan met de Turkse president Recep Tayyip Erdoğan. Het fotomoment kwam de twee spelers van Turkse komaf op felle kritiek en fluitconcerten van Duitse fans te staan. Daarop volgde een gesprek met bondscoach Löw en DFB-president Reinhard Grindel, en ook met bondspresident Frank-Walter Steinmeier. Özil en Gündogan verzekerden hen geen politiek signaal af te willen geven met de foto.
Gündoğan werd op 8 juni 2024 door Julian Nagelsmann opgenomen in de Duitse selectie voor het EK 2024 in eigen land. Duitsland werd groepswinnaar in een groep met Schotland, Hongarije en Zwitserland en won in de achtste finales van Denemarken (2–0), maar werd in de kwartfinales na een verlenging uitgeschakeld door Spanje (2–1). Gündoğan kwam op het toernooi in alle wedstrijden in actie. Tegen Hongarije (2–0) scoorde hij en werd hij benoemd tot Speler van de Wedstrijd.
| Interlands van İlkay Gündoğan voor Duitsland | Interlands van İlkay Gündoğan voor Duitsland | Interlands van İlkay Gündoğan voor Duitsland | Interlands van İlkay Gündoğan voor Duitsland | Interlands van İlkay Gündoğan voor Duitsland | Interlands van İlkay Gündoğan voor Duitsland | Interlands van İlkay Gündoğan voor Duitsland |
| №                                            | Datum                                        | Wedstrijd                                    | Uitslag                                      | Competitie                                   | Goals                                        |                                              |
| Als speler bij Borussia Dortmund             | Als speler bij Borussia Dortmund             | Als speler bij Borussia Dortmund             | Als speler bij Borussia Dortmund             | Als speler bij Borussia Dortmund             | Als speler bij Borussia Dortmund             | Als speler bij Borussia Dortmund             |
| -------------------------------------------- | -------------------------------------------- | -------------------------------------------- | -------------------------------------------- | -------------------------------------------- | -------------------------------------------- | -------------------------------------------- |
| 1.                                           | 11 oktober 2011                              | Duitsland – België                           | 3 – 1                                        | Kwalificatie EK 2012                         |                                              |                                              |
| 2.                                           | 26 mei 2012                                  | Zwitserland – Duitsland                      | 5 – 3                                        | Vriendschappelijk                            |                                              |                                              |
| 3.                                           | 15 augustus 2012                             | Duitsland – Argentinië                       | 1 – 3                                        | Vriendschappelijk                            |                                              |                                              |
| 4.                                           | 14 november 2012                             | Nederland – Duitsland                        | 0 – 0                                        | Vriendschappelijk                            |                                              |                                              |
| 5.                                           | 6 februari 2013                              | Frankrijk – Duitsland                        | 1 – 2                                        | Vriendschappelijk                            |                                              |                                              |
| 6.                                           | 22 maart 2013                                | Kazachstan – Duitsland                       | 0 – 3                                        | Kwalificatie WK 2014                         |                                              |                                              |
| 7.                                           | 26 maart 2013                                | Duitsland – Kazachstan                       | 4 – 1                                        | Kwalificatie WK 2014                         | 31'                                          |                                              |
| 8.                                           | 14 augustus 2013                             | Duitsland – Paraguay                         | 3 – 3                                        | Vriendschappelijk                            | 18'                                          |                                              |
| 9.                                           | 25 maart 2015                                | Duitsland – Australië                        | 2 – 2                                        | Vriendschappelijk                            |                                              |                                              |
| 10.                                          | 10 juni 2015                                 | Duitsland – Verenigde Staten                 | 1 – 2                                        | Vriendschappelijk                            |                                              |                                              |
| 11.                                          | 13 juni 2015                                 | Gibraltar – Duitsland                        | 0 – 7                                        | Kwalificatie EK 2016                         | 51'                                          |                                              |
| 12.                                          | 4 september 2015                             | Duitsland – Polen                            | 3 – 1                                        | Kwalificatie EK 2016                         |                                              |                                              |
| 13.                                          | 7 september 2015                             | Schotland – Duitsland                        | 2 – 3                                        | Kwalificatie EK 2016                         | 54'                                          |                                              |
| 14.                                          | 8 oktober 2015                               | Ierland – Duitsland                          | 1 – 0                                        | Kwalificatie EK 2016                         |                                              |                                              |
| 15.                                          | 11 oktober 2015                              | Duitsland – Georgië                          | 2 – 1                                        | Kwalificatie EK 2016                         |                                              |                                              |
| 16.                                          | 13 november 2015                             | Frankrijk – Duitsland                        | 2 – 0                                        | Vriendschappelijk                            |                                              |                                              |
| Als speler bij Manchester City               |                                              |                                              |                                              |                                              |                                              |                                              |
| 17.                                          | 8 oktober 2016                               | Duitsland – Tsjechië                         | 3 – 0                                        | Kwalificatie WK 2018                         |                                              |                                              |
| 18.                                          | 11 oktober 2016                              | Duitsland – Noord-Ierland                    | 2 – 0                                        | Kwalificatie WK 2018                         |                                              |                                              |
| 19.                                          | 11 november 2016                             | San Marino – Duitsland                       | 0 – 8                                        | Kwalificatie WK 2018                         |                                              |                                              |
| 20.                                          | 15 november 2016                             | Italië – Duitsland                           | 0 – 0                                        | Vriendschappelijk                            |                                              |                                              |
| 21.                                          | 10 november 2017                             | Engeland – Duitsland                         | 0 – 0                                        | Vriendschappelijk                            |                                              |                                              |
| 22.                                          | 14 november 2017                             | Duitsland – Frankrijk                        | 2 – 2                                        | Vriendschappelijk                            |                                              |                                              |
| 23.                                          | 23 maart 2018                                | Duitsland – Spanje                           | 1 – 1                                        | Vriendschappelijk                            |                                              |                                              |
| 24.                                          | 27 maart 2018                                | Duitsland – Brazilië                         | 0 – 1                                        | Vriendschappelijk                            |                                              |                                              |
| 25.                                          | 2 juni 2018                                  | Oostenrijk – Duitsland                       | 2 – 1                                        | Vriendschappelijk                            |                                              |                                              |
| 26.                                          | 8 juni 2018                                  | Duitsland – Saoedi-Arabië                    | 2 – 1                                        | Vriendschappelijk                            |                                              |                                              |
| 27.                                          | 23 juni 2018                                 | Duitsland – Zweden                           | 2 – 1                                        | WK 2018                                      |                                              |                                              |
| 28.                                          | 6 september 2018                             | Duitsland – Frankrijk                        | 0 – 0                                        | Nations League Divisie A                     |                                              |                                              |
| 29.                                          | 9 september 2018                             | Duitsland – Peru                             | 2 – 1                                        | Vriendschappelijk                            |                                              |                                              |
| 30.                                          | 20 maart 2019                                | Duitsland – Servië                           | 1 – 1                                        | Vriendschappelijk                            |                                              |                                              |
| 31.                                          | 24 maart 2019                                | Nederland – Duitsland                        | 2 – 3                                        | Kwalificatie EK 2020                         |                                              |                                              |
| 32.                                          | 8 juni 2019                                  | Wit-Rusland – Duitsland                      | 0 – 2                                        | Kwalificatie EK 2020                         |                                              |                                              |
| 33.                                          | 11 juni 2019                                 | Duitsland – Estland                          | 8 – 0                                        | Kwalificatie EK 2020                         | 26' (pen.)                                   |                                              |
| 34.                                          | 6 september 2019                             | Duitsland – Nederland                        | 2 – 4                                        | Kwalificatie EK 2020                         |                                              |                                              |
| 35.                                          | 13 oktober 2019                              | Estland – Duitsland                          | 0 – 3                                        | Kwalificatie EK 2020                         | 51', 57'                                     |                                              |
| 36.                                          | 16 november 2019                             | Duitsland – Wit-Rusland                      | 4 – 0                                        | Kwalificatie EK 2020                         |                                              |                                              |
| 37.                                          | 19 november 2019                             | Duitsland – Noord-Ierland                    | 6 – 1                                        | Kwalificatie EK 2020                         |                                              |                                              |

Bijgewerkt tot en met 21 augustus 2020.

## Erelijst
| Competitie            |                   |                                             |
| Competitie            | Aantal            | Jaren                                       |
| Borussia Dortmund     | Borussia Dortmund | Borussia Dortmund                           |
| --------------------- | ----------------- | ------------------------------------------- |
| Bundesliga            | 1×                | 2011/12                                     |
| DFB-Pokal             | 1×                | 2011/12                                     |
| DFL-Supercup          | 1×                | 2013                                        |
| Manchester City       |                   |                                             |
| Continentaal          |                   |                                             |
| UEFA Champions League | 1×                | 2022/23                                     |
| Nationaal             |                   |                                             |
| Premier League        | 5×                | 2017/18, 2018/19, 2020/21, 2021/22, 2022/23 |
| FA Cup                | 2×                | 2018/19, 2022/23                            |
| EFL Cup               | 4×                | 2017/18, 2018/19, 2019/20, 2020/21          |
| FA Community Shield   | 2×                | 2018, 2019                                  |

Individueel
- Prijs voor beste jeugdspeler van Duitsland 2007